# Планина
Планина је узвишење на Земљиној површини које је настало као резултат активности Земљине коре и видно се истиче у односу на околни нижи и заравњени терен. Планина је узвишење више од 500 м. Планина је генерално стрмија од брда. Постоје многе теорије о настанку планина. По најновијим теоријама планине су настале као резултат судара великих тектонских плоча или дејства вулкана. Те силе могу да локално подигну површину Земље. Планине подлежу ерозији током времена дејством река, временских услова, и ледника. Неколико планина су изоловани врхови, док је већина њих део огромних планинских масива.
Високе надморске висине на планинама производе хладније климе него на нивоу мора. Те хладније климе имају снажан утицај на планинске екосистеме: различите надморске висине имају различите биљке и животиње. Због мање гостољубивог терена и климе, планине се мање користе за пољопривреду и више за извлачење ресурса и рекреацију, као што је планинарење.
Највиша планина на Земљи је Монт Еверест на Хималајама у Азији, чији врх је 8.850 m изнад средњег нивоа мора. Највиша позната планина на било којој планети Соларног система је Олимп на Марсу са 21.171 m.

## Дефиниција
Не постоји универзално прихваћена дефиниција планине. Као критеријум за дефинисање термина планине коришћени су надморска висина, запремина, рељеф, стрмина, размак и континуитет. У Оксфордском енглеском речнику планина се дефинише као „природно уздигнуће Земљина површина које се издиже више или мање нагло из околног нивоа и постиже надморску висину која је, релативно на суседне нивое, импресивна или запажена”.
Да ли ће се географска формација називати планином може да зависи од локалне употребе. Планина Скот изван Лотона у Оклахоми има само 251 m изнад своје основе до највишег врха. Витов Речник физичке географије наводи „Неки органи сматрају еминенције изнад 600 m планинама, оне испод тога се називају брдима.”
У Уједињеном Краљевству и Републици Ирској, планина се обично дефинише као било који врх који је бар 2.000 ft (610 m) висок, док је по званичној дефиницији планине УК владе, за потребе приступа, она врх од 600 m или више. Осим тога, неке дефиниције такође обухватају захтеве топографске истакнутости, типично 100 or 500 ft (30 or 152 m). Једно време се у САД планина дефинисала као врх од 1.000 ft (300 m) или виши. Било која слична земљишна формација нижа од ове висине се сматрала брдом. Међутим, данас, Геолошки топографски институт (USGS) сматра да термини немају техничке дефиниције у САД.
Програм за животну средину Уједињених нација дефинише да „планинско окружење” обухвата било које од следећег:
- Надморска висина од бар 2500 m;
- Надморска висина од бар 1500 m, са нагибом већим од 2 степена;
- Надморска висина од бар 1000 m, са нагибом већим од 5 степени;
- Надморска висина од бар 300 m, са 300 m опсегом надморске висине од 7 km.

Користећи ове дефиниције, планине покривају 33% Евроазије, 19% Јужне Америке, 24% Северне Америке, и 14% Африке. Укупно, 24% земљине копнене масе је планинско.

## Класификација
У генетској класификацији планина издвајају се веначне или набране и громадне или раседне планине. Посебан генетски тип планина су вулканске планине које су у целини изграђене од вулканских стена. Ове планине су масиви који су постали обликовањем и хлађењем огромних количина лаве и другог пирокластичног материјала у даљој или ближој геолошкој прошлости. Њихов данашњи изглед резултат је деловања тектонских покрета и различитих ерозивних процеса у поствулканском периоду. Изразите вулканске планине су Кенија у Африци, Аконкагва у Јужној Америци, Декан у Индији, Макинли на Аљасци. Пример овакве планине у Србији представља Црни врх изнад Бора.
Поред генетских типова, у класификацији планина, могу се издвојити и два стадијална типа. То су планинске трупине и регенериране планине.
Планинске трупине су заостали, јако снижени (подински) делови старих планина које су разорене ерозијом. Оне су, у морфолошком погледу, далеко одмакли стадијум у уништавању планина деловањем различитих геоморфолошких агенаса. Са наставком њиховог уништавања оне би било потпуно уништене у процесу апланације. Оваквих планина има у средњој Европи: Вогези, Шварцвалд, Тириншка шума, Судети. Има их и на Уралу, Тјан Шану, Алигенима итд.
Планинске трупине могу бити захваћене млађим тектонским орогеним покретима и поново издигнуте и обновљене као планински венци или масиви. Овакве планине издвајају се као регенериране. У морфолошкој еволуцији планина оне представљају стадијум поновног рађања. Пример оваквих планина је већина планинских венаца херцинске орогенезе. Они су регенерирани за време алпске орогенезе. Изразит пример је планина Урал. Његови херцински планински венци били су разорени у доњем мезозоику и преобраћени у планинске трупине да би били издигнути током млађег терцијара и млађег квартара.
Према висини планине се деле на ниске (до 1.000 m), средње (1.000-2.000 m) и високе (преко 2.000 m).

## Геологија
Постоје три главна типа планина: вулканске, венчане, и громадне. Сва три типа су формирана од тектонских плоча: кад се делови Земљине коре крећу, скупљају, и потањају. Компресионе силе, изостатичко издигнуће и потањање магматских стена потискује повшину стена на више, креирајући земљишне формације које су више од окружења. Висина издигнућа га чини било брдом, или ако је веће и стрмије, планином. Главне планине се јављају у дугим линеарним луковима, што указује на границе и активност тектонских плоча.

### Вулкани
Вулкани се формирају кад се једна плоча бива потиснута испод друге плоче, или на средњоокеанском гребену или у врућој тачци. На дубини од око 100 km, долази до топљења у стени изнад плоче (због додавања воде), и формира се магма која досеже површину. Кад магма изађе на површину, она често формира вулканску планину, као што је штитасти вулкан или стратовулкан. Неки од примера вулкана су планина Фуџи и Јапану и планина Пинатубо на Филипинима. Магма не мора да изађе на површину да би се формирала планина: магма која се очврсне испод површине још увек може да формира планиске доме, као што је Навахо планина у САД.

### Веначне планине
Веначне планине се јављају кад две плоче сударе: скраћивање се јавља услед грешака у потисцима и кора се преоптерећује. Пошто мање густа континентална кора „плута” на гушћим стенама мантла испод, тежина било ког материјала коре који се потискује нагоре и формира узвишења, платое или планине мора да буде балансирана силом узгона много веће запремине потиснуте надоле у мантл. Стога је континентална кора нормално знатно дебља испод планина, у односу на нижа подручја. Стене могу да се набирају било симетрично или асиметрично. Набори навише су антиклинални, а набори надоле су синклинални: код асиметричног набирања могу се исто тако јавити лежећи и преокренути набори. Планине Јура су пример веначних планина.

### Громадне планине
Громадне планине су последица раседа у кори: шава где се стене могу помицати једне поред других. Кад се стене на једној страни раседа подигну релативно на другу, може доћи до формирања планине. Уздигнути блокови су блокови планина или хорстови. Суседни спуштени блокови се називају грабенима: они могу да буду мали или да формирају екстензивне системе рифтних долина. Тиме се формира предео попут оног који се може видети у источној Африци, у Вогезима, провинцији долина и венаца у западној Северној Америци и у долини Рајне. Те области се често јављају кад је регионални стрес екстензиван, а кора разређена.

### Ерозија
Током и након подизања, планина је изложена агенсима ерозије (вода, ветар, лед, и гравитација) који постепено сносе подигнуто подручје надоле. Последица ерозије да су површине планина млађе него стене од којих је сама планина формирана. Глацијални процеси производе карактеристичне облика земљишта, као што су пирамидални врхови, гребени попут оштрице ножа, и циркови облика посуде који могу да садрже језера. Планинске висоравни, као што су Катскилс, се формирају ерозијом издигнутог платоа.

## Клима
Планинска клима постаје хладнија са повећањем надморске висине, услед интеракције између радијације и конвекције. Сунчева светлост видљивог спектра пада на земљу и загрева је. Земља затим загрева ваздух на површини. Кад би радијација била једини начин преноса топлоте са земље на простор, ефекат стаклене баште гасова у атмосфери би одржавао земљу на око 333 K (60 °C; 140 °F), и температура би експоненцијално опадала са висином.
Међутим, кад је ваздух топао, он се шири, чиме се снижава његова густина. Стога, врући ваздух тежи да се подигне и пренесе топлоту нагоре. Ово је процес конвекције. Конвекција долази у равнотежу када сегмент ваздуха на одређеној надморској висини има исту густину као и његово окружење. Ваздух је слаб проводник топлоте, тако да сегмент ваздуха може да се подигне и падне без знатне размене топлоте. То је познато као адијабатски процес, који има карактеристичну криву зависности притиска и температуре. Како притисак постаје мањи, температура се снижава. Брзина снижавања температуре са надморском висином је позната као адијабатска стопа опадања, која је приближно 9,8 °C по километру висине.
Потребно је имати на уму да присуство воде у атмосфери компликује процес конвекције. Водена пара садржи латентну топлоту испаравања. Како се ваздух подиже и хлади, он коначно постаје засићен и не може више да задржи своју количину водене паре. Водена пара се кондензује (формирајући облаке), и отпушта се топлота, чиме се мења брзина опадања са суве адијабатске брзине опадања до влажне адијабатске брзине опадања (5,5 °C по километру) Стварна брзина опадања може да варира са висином и локацијом.
Стога, кретање нагоре 100 m на планини је приближно еквивалентно кретању 80 km (45 миња или 0,75° латитуде) ка најближем полу. Овај однос је само приближан, пошто локални фактори као што је близина океана (као што је Арктички океан) могу драстично да модификују климу. Са повећањем висине, главни облик преципитације постаје снег и ветрови се појачавају.
Ефекат климе на екологију на датој надморској висини се може у великој мери одредити путем комбинације количине преципитације, и биотемпературе, као што је описао Лесли Холдриџа 1947. године. Биотемпература је просечна temperatura; све temperature испод 0 °C се сматрају да су 0 °C. Кад је температура испод 0 °C, биљке су дормантне, тако да је прецизна температура неважна. Пикови планина са перманентним снегом могу да имају биотемпературу испод 1,5 °C.

## Екологија
Хладнија планинска клима утиче на биљке и животиње које живе на планинама. Специфичан скуп биљака и животиња се прилагођава релативно уском опсегу климе. Стога, екосистеми теже да леже дуж висинских појасева грубо константне климе. Ово се назива надморском зонацијом. У регионима са сувом климом, планинска тенденција да имају виши ниво преципитације као и ниже температуре такође омогућавају различите услове, што побољшава зонацију.
Неке биљке и животиње присутне у надморским зонама имају тенденцију да постају изоловане, јер ће услови изнад и испод одређене зоне бити негостољубиви и на тај начин ограничити њихово кретање или расипање. Ови изоловани еколошки системи су познати као небеска острва.
Висинске зоне обично следе типичан патерн. На највишим надморским висинама, дрвеће не може да расте, и какав год живот можда постоји, он ће бити алпског типа, налик на тундру. Непосредно испод линије дрвећа, може се наћи субалпска шума четинарског дрвећа, која може да поднесе хладноћу и суво окружење. Испод тога расту планинске шуме. У умереним деловима Земље, те шуме имају тенденцију да буду од четинарског дрвета, док у тропима могу бити од листопадног дрвећа које расте у кишним шумама.

## У друштву
Планине су углавном мање пожељне за људско становање него низије, због оштрих временских прилика и мале количине обрадивог земљишта. Мада је 7% копнене области Земље изнад 2500 m, само 140 милиона људи живи изнад те надморске висине и само 20-30 милиона људи изнад 3000 m надморске висине. Опадање атмосферског притисака са повећањем надморске висине значи да је мање кисеоника доступно за дисање, и постоји мањи ниво заштите против соларне радијације (UV). Услед снижења садржаја кисеоника, највише познато перманентно насеље на свету је на 5100 m, док је највиша позната перманентно толерисана висина 5950 m. Изнад 8000 m надморске висине, атмосфера не садржи довољно кисеоника за одржавање људског живота. Ово је познато као „зона смрти”". Врхови Монт Евереста и К2 су у зони смрти.
Око половине планинског становништва живи на Андима, у средњој Азији, и Африци. Традиционална планинска друштва се ослањају на пољопривреду, која има виши ризик од неуспешне жетве него на нижим надморским висинама. Минерали су често присутни у планинама, и стога је рударство важна привредна компонента неких планинских друштава. Однедавно, туризам доноси приходе планинским заједницама, делом захваљујући интензивном развоју око атракција као што су национални паркови или скијалишта. Око 80% планинског становништва живо испод линије сиромаштва.
Већина светских река се напаја из планинских извора, при чему снег делује као складишни механизам за низијске корисник. Више од половине људске популације зависи од планина као извора воде.
Планинарење, висинско пењање, или алпинизам је спорт, хоби или професија ходања, скијања, и пењања на планинама. Док је планинарење почело као покушај да се досегне највиша тачка неосвојених великих планина, оно се разгранало у специјализације које адресирају различите аспекте планина, и састоје се од више области, у зависности од тога да ли изабрана рута води преко камена, снега или леда. Сви облици захтевају искуство, атлетске способности, и техничко знање ради одржавања безбедности.

## Највиши планински врхови
- Европа — Елбрус (5.642 м), Мон Блан (4.807 м)
- Азија — Монт Еверест (8.848 м), К2 (8.611 м)
- Африка — Килиманџаро (5.895 м)
- Аустралија — Кошћушко (2.230 м)
- Северна Америка — Макинли (6.196 м)
- Јужна Америка — Аконкагва (6.960 м)
- Антарктик — Винсон (5.140 м)
- Србија — Велика Рудока, Проклетије (2.656 м)
- Црна Гора — Зла Колата, Проклетије (2.534 м)
- Република Српска (Босна и Херцеговина) — Маглић (2.386 м)